# Филимоновка (приток Выга)
Филимоновка, в верховьях Большая Филимоновка — река в России, протекает по территории Пудожского района Карелии и Онежского района Архангельской области. Устье реки находится в 120 км по правому берегу реки Выг. Длина реки — 16 км.

## Данные водного реестра
По данным государственного водного реестра России относится к Баренцево-Беломорскому бассейновому округу, водохозяйственный участок реки — бассейн озера Выгозеро до Выгозерского гидроузла, без реки Сегежа до Сегозерского гидроузла, речной подбассейн реки — подбассейн отсутствует. Речной бассейн реки — бассейны рек Кольского полуострова и Карелии, впадает в Белое море.